# 峰蘭太郎
峰 蘭太郎（みね らんたろう、1948年5月12日 - ）は、日本の俳優、タレント。富山県黒部市出身。東映京都撮影所の東映剣会所属。東映剣会の役員を務めていたが、現在はOBとなっている。ニックネームはランタン。
16歳で芸能界に赴き、大川橋蔵に弟子入り。7年間の付き人生活を経て東映入り、俳優デビュー。現在も多方面で活躍中。身長173.5cm、体重69.5kg。

## 人物・略歴
- 免許・資格：普通自動車免許
- 特技：殺陣・乗馬（経験有）

東映剣会には福本清三、笹木俊志、木谷邦臣、司裕介、西山清孝、木下通博などが所属。
かつては時代劇への出演が目立ったが、京都が舞台の刑事ドラマへの出番も多くなっている（『科捜研の女』や『京都地検の女』などでは監督指名により、必ず登場話がある）。また、近年時代劇はBS作品が多いため、BS時代劇での活躍が多い。
自身で出演のほか、殺陣・所作指導として主演俳優についたり、劇団・大学講師、JAEの稽古指導を務めるなど、指導者としても活躍中（そのため映画やドラマのクレジットには指導者として名前の載る事も多い）。前述の福本と並び「斬られ役」の代表格として名が挙がる。
16歳で芸能界に赴き、大川橋蔵に弟子入りし、付き人を経てデビュー。「書道のような美しく鮮やかな殺陣」を得意としており、殺陣田村などでは芯を務めることが多い。
通常の刀はもちろん、二刀流・両刀長刀なども一通りの殺陣をこなすことができ、殺陣の技術は主演を務めてきた俳優陣から実力を認められている。特に高橋英樹とは35年を超える付き合いで、殺陣の相方として厚い信頼を得ており、殺陣を語る機会には直々に指名が入るほどである。
殺陣師・清家三彦から「現在日本で一番殺陣の出来る人」と称賛されている。
大衆演劇トップクラスの都若丸からも厚い信頼を受けており、彼が「先生」と表現して呼ぶ数少ない人物の一人である。

## 出演

### テレビドラマ

#### NHK
- 壬生の恋歌（1983年） - 古高俊太郎
- 最後の忠臣蔵 第1話「吉良邸乱入」（2004年11月5日） - 吉良方の侍
- 大岡越前（NHK BSプレミアム）
  - 大岡越前第5話「お奉行様の荒療治」（2013年6月8日） - 水野監物
  - 大岡越前3第4話「将軍さま怒る」（2016年2月5日） - 中山出雲守
- 神谷玄次郎捕物控2 第4話「密告」（2015年4月24日、NHK BSプレミアム） - 高柳惣兵衛
- 雲霧仁左衛門 第2シリーズ（2015年） - 柊木半四郎
- 立花登青春手控え（2016年） - 鴨井左仲
- 京都人の密かな愉しみ（2016年） - 沢藤辰春
- 小吉の女房 第1シリーズ（2019年） - 篠田道庵
- スローな武士にしてくれ〜京都 撮影所ラプソディー〜（2019年、NHK BSプレミアム） - 宮部県蔵（劇中劇内）
- 広重ぶるう (2024年3月23日、NHK BSP 4K)
- 雲霧仁左衛門 ファイナル（2025年） - 武蔵屋

#### 日本テレビ
- 桃太郎侍
  - 第2話「夢を集めて食う男 」（1976年10月10日）
  - 第88話「コロリと八ッ手と鬼の面」（1978年6月18日）
  - 第94話「早替りお化け屋敷 」（1978年7月30日）
  - 第122話「奉公人はつらいよ」（1979年2月18日）
  - 第144話「浮世絵美人を狙う鬼」（1979年7月1日）
  - 第152話「大江戸剣術王座決定戦」（1979年9月16日）
  - 第186話「つばめの子育て日記」（1980年5月11日）
  - 第193話「お化け長屋の牛騒動」（1980年6月29日）
  - 第219話「悪ガキ塾の桃太郎」（1980年12月28日）
  - 第221話「どうぞお縄を………」（1981年1月18日）
  - 第223話「娘剣法一番勝負」（1981年2月1日）
  - 第234話「金の鯱鉾の女」（1981年4月19日）
  - 第244話「義賊の恋」（1981年6月21日）
  - 第254話「望みかなった新妻の座」（1981年8月30日）
- 長七郎江戸日記
  - 第1シリーズ 第1話「風流双面草紙」（1983年10月18日） - 五島左内
  - 第2シリーズ SP-6 「最後の挑戦・さらば長七郎」（1989年9月26日）
- 八百八町夢日記シリーズ
  - 第1シリーズ 第6話「女賊の恋」（1989年11月21日）
  - 第1シリーズ SP3「天保鬼ヶ島」（1990年4月3日） - 青鬼
  - 第2シリーズ 第15話「泣くな！真四郎」（1992年2月4日）
  - 第2シリーズ 第29話「見えぬ疫病神」（1992年7月21日）
- 年末時代劇スペシャル
  - 「源義経」（1991年12月31日）
  - 「風林火山」（1992年12月31日）
- 半七捕物帳
  - 第4話「八丁堀友情十手」（1992年11月5日） - おかよの亭主
  - 第11話「闇の顔役」（1992年12月22日）
- 荒木又右衛門「決闘鍵屋の辻」1993年3月23日）
- 闇を斬る!大江戸犯科帳 第7話 「危うし北町奉行!」（1993年）
- 江戸の用心棒
  - パートI
    - 第3話「そば一杯の用心棒」（1994年）
    - 第14話「調子がよくてすねた奴」（1994年）
    - 第20話「汚された恋文」（1995年）
    - 第26話「千両箱が消えていく」（1995年）

  - パートII
    - 第4話「人情子連れ芸者」（1995年）
    - 第11話「死体が消えた!」（1996年）
    - 第16話「危うし!朝霞清三郎」（1996年） - 手塚仙十郎
- 高橋英樹特選時代劇「騎馬奉行がゆく」（1995年7月11日）
- 松本清張 球形の荒野（2014年3月9日、BS日テレ） - 添田の上司

#### TBS
- 江戸を斬る
  - 江戸を斬る 梓右近隠密帳
    - 第1話「江戸を斬る」（1973年9月24日）
    - 第11話「小坊主剣客」（1973年12月3日）
    - 第22話「闇のなかの狼」（1974年2月25日）

  - 江戸を斬るVII 第25話「願い叶えた千両富」（1987年7月13日）
  - 江戸を斬るVIII
    - 第1話「江戸を斬る」（1994年1月31日）
    - 第25話「復讐剣が闇を裂く」（1994年7月18日） - 役人
- 水戸黄門
  - 第2部 第27話「密命おびて -萩-」（1971年3月29日放送）-望月の朋輩
  - 第3部 第8話「雪姫変化 -掛川-」（1972年1月17日） - 増山源三郎
  - 第5部
    - 第12話「討たれに来た男 -京都-」（1974年6月17日） - 栄之進の手下
    - 第14話「妖怪の仇討 -姫路-」（1974年7月1日） - 門弟

  - 第6部
    - 第14話「弥七二人旅 -津山-」（1975年6月30日） - 岩五郎の子分
    - 第17話「若君替玉作戦 ‐松山‐」（1975年7月21日） - 家臣

  - 第7部
    - 第2話「姫君はにせ者 -福島-」（1976年5月31日） - 共侍
    - 第9話「群狼の罠 -松前-」（1976年7月19日） - 北海屋の手下
    - 第22話「つけ馬連れた若旦那 -新潟-」（1976年10月18日） - 越後屋の手代
    - 第24話「仇討ち角兵衛獅子 -長岡-」（1976年11月1日） - 役人
    - 第26話「馬にひかれて善光寺 -長野-」（1976年11月15日） - 権蔵の子分

  - 第8部
    - 第2話「駕籠屋になった助さん格さん -川崎-」（1977年7月25日） - 駕籠政の駕篭かき
    - 第7話「助さんの身替り亭主 -掛川-」（1977年8月29日） - 家臣
    - 第17話「鹿が知ってた悪い奴 -奈良-」（1977年11月7日） - 伝兵衛の乾分

  - 第10部
    - 第3話「狐が化けたお姫様 -小田原-」（1979年8月27日） - やくざ
    - 第12話「身ぐるみ剥がれた御老公 -津-」（1979年10月29日） - 板前

  - 第11部
    - 第1話「隠密おびた逃亡者 -水戸-」(1980年8月18日)　- 山野辺兵庫の家臣
    - 第21話「初春 黄門さまの用心棒 -秩父-」（1981年1月5日） - 角屋の手下

  - 第12部
    - 第10話「殴られた黄門様 -伏見-」（1981年11月2日） - 門番
    - 第19話「初春姫君替え玉騒動 -姫路-」（1982年1月4日） - 家臣
    - 第27話「瞼の母娘にめぐる春 -江戸・水戸-」（1982年3月1日） - 森の配下

  - 第13部
    - 第1話「天下を狙う忍びの罠 -水戸・江戸-」（1982年10月18日） - 公儀隠密
    - 第11話「悪を縛った伊賀の組紐 -伊賀上野-」（1982年12月27日） - 役人
    - 第23話「悪を裁いたかすり織 -久留米-」（1983年3月21日）

  - 第14部
    - 第28話「悪乗り八兵衛若旦那 -長浜-」（1984年5月7日） - 振売り
    - 第29話「悲願叶えた狸の仇討ち -信楽-」（1984年5月14日） - 立花俊介

  - 第15部
    - 第3話「偽黄門になった黄門様 -伊予-」（1985年2月11日） - 新兵衛の用心棒
    - 第8話「母恋し 五木の子守唄 -熊本-」　　（1985年3月18日） - 側用人の配下
    - 第9話「異国の姫は瓜二つ -長崎-」　（1985年3月25日） - 役人
    - 第12話「偽黄門様は喧嘩医者 -小倉-」（1985年4月15日） - 門番
    - 第15話「願い叶えた鯉のぼり -大竹-」（1985年5月6日） - 代官の配下
    - 第19話「父娘救った主君の鎧 -備中松山-」（1985年6月3日） - 次席家老配下
    - 第22話「悲願叶えた火焔剣 -三日月-」（1985年6月24日） - 松江藩士
    - 第31話「瞼の父は用心棒 -諏訪-」　　（1985年8月26日） - 役人

  - 第16部
    - 第5話「花嫁は免許皆伝 -藤枝-」（1986年5月26日） - 藩士
    - 第17話「正義運んだ七里飛脚 -松江-」（1986年8月18日） - 役人
    - 第20話「九谷焼に賭けた兄弟愛 -大聖寺-」（1986年9月8日） - 役人
    - 第29話「鬼面に隠れた忠義の心 -盛岡-」（1986年11月10日） - 人夫

  - 第17部
    - 第16話「命がけの母娘再会 -宇和島-」（1987年12月7日）
    - 第17話「黄門様のおしのび指南 -松山-」（1987年12月14日）
    - 第21話「亡霊の正体見たり… -福山-」（1988年1月18日）
    - 第24話「殿と呼ばれた格之進 -明石-」（1988年2月8日）

  - 第18部
    - 第5話「恐怖の釣り天井 -宇都宮-」（1988年10月10日）
    - 第11話「姫様 馬子が瓜二つ -犬山-」（1988年11月21日）
    - 第19話「幸せ運んだ子守唄 -島原-」（1989年1月23日） - 新兵衛

  - 第19部
    - 第9話「野望を砕く薪能 -鶴岡-」（1989年11月20日）
    - 第13話「待ったなし 人間将棋 -天童-」（1989年12月18日） - 最上屋番頭
    - 第24話「縁結び頑固比べ -善光寺-」（1990年3月12日）
    - 第29話「天下御免の大芝居 -江戸-」（1990年4月16日） - 旗本

  - 第20部
    - 第31話「娘と名乗れぬ女掏摸 -宮津-」（1991年6月10日）
    - 第34話「天誅! 謎の虚無僧 -富山-」（1991年7月1日）
    - 第41話「悪を蹴散らす競べ馬 -八戸-」（1991年8月19日）
    - 第43話「男意地気の離縁状 -一関-」（1991年9月2日） - 清次

  - 第21部
    - 第4話「母恋し娘馬子唄 -米子-」（1992年4月27日） - 万造の子分
    - 第13話「鬼と呼ばれた母の真実 -延岡-」（1992年6月29日）
    - 第18話「悪を蹴散らす神楽面 -備中松山-」（1992年8月3日）
    - 第22話「仏の里の鬼退治 -彦根-」（1992年8月31日）

  - 第22部
    - 第1話「水戸黄門 -水戸-」　　　　　　　（1993年5月17日） - 水戸藩士
    - 第3話「天下の嶮の幽霊騒動 -箱根-」　　（1993年5月31日） - 奉行の配下
    - 第6話「嘘で悟った女房の真心 -浜松-」（1993年6月21日） - 猪塚左馬之助の配下
    - 第7話「悲願叶えた夢花火 -岡崎-」　　　（1993年6月28日） - 鉄砲奉行の配下
    - 第8話「仇討ち悲願の旅芝居 -桑名-」（1993年7月5日） - 権造の子分・熊
    - 第11話「弟思いのあほんだら兄貴 -大坂-」（1993年7月26日） - 五郎蔵の子分
    - 第14話「悪を懲らした姫だるま -松山-」（1993年8月16日） - 加納帯刀の配下
    - 第15話「牢屋に入った黄門様 -広島-」（1993年8月23日） - 役人
    - 第20話「酔いどれ十手が悪を断つ -小倉-」（1993年9月27日） - 押尾玄蕃の配下
    - 第21話「妻をも騙した武士の真実 -萩-」（1993年10月4日）
    - 第23話「悪計暴いた備前焼 -岡山-」　　（1993年10月18日） - 佐拍四郎兵衛の配下
    - 第25話「夢の中で若旦那 -鳥取-」　　　（1993年11月1日） - 大出左門の配下
    - 第26話「誘拐された黄門様 -豊岡-」　　　（1993年11月8日） - 神林典膳の配下
    - 第29話「世継ぎを狙う毒の罠 -高田-」　　（1993年11月29日） - 栗山の配下
    - 第31話「弥七は夫の敵！-新発田-」　　（1993年12月13日） - 百姓
    - 第35話「飛脚競べて悪を討つ -宇都宮-」（1994年1月17日） - 役人
    - 第36話「花のお江戸の大掃除 -江戸-」　（1994年1月24日） - 役人

  - 第23部
    - 第6話「姥捨は鬼の仕業 -小諸-」（1994年9月5日） - 役人
    - 第8話「狙われた娘馬子 -善光寺-」（1994年9月19日） - 雲助
    - 第15話「格さんは偽りの夫 -小浜-」（1994年11月14日） - 幸助
    - 第21話「津和野銘菓は恋の味 -津和野-」（1994年12月26日） - 同心
    - 第27話「酔いどれ男の恩返し -人吉-」（1995年2月13日）
    - 第35話「悪を狙う謎の虚無僧 -彦根-」（1995年4月10日） - 中間
    - 第38話「悪が群がる御用金 -甲府-」（1995年5月1日）

  - 第24部
    - 第2話「狙われた箱根の献上湯 -箱根-」（1995年9月18日） - 雲助
    - 第9話「母を慕う馬子唄哀し -徳島-」（1995年11月13日） - 徳島藩士
    - 第14話「波瀾万丈!薩摩の対決 -鹿児島-」（1995年12月18日） - 門番
    - 第19話「悪を糺した瀬戸の花嫁 -広島-」（1996年1月29日） - 見廻り役人
    - 第30話「欲望渦巻くお留山 -秋田-」　（1996年4月22日） - 関所役人

  - 第25部
    - 第2話「恵みの夫婦海苔-君津-」　　　（1996年12月16日） - 海苔師
    - 第5話「陰謀砕く葛の糸 -掛川-」　　　（1997年1月20日） - 滝沢の家臣
    - 第13話「若様の水門破り-高松-」　　　（1997年3月17日） - 渡り中間
    - 第19話「大内塗り 情けの仇討ち-山口-」（1997年5月5日） - 石垣源内
    - 第26話「瞼の父は風車 -飯田-」　　　　（1997年6月23日)） - 仁平
    - 第31話「湖水に秘めた忍ぶ恋 -十和田-」（1997年7月28日） - 青木新八
    - 第40話「天から降ってきた娘 -白河-」　（1997年10月6日） - 大貫の用人

  - 第26部
    - 第7話「命を賭けた忍びの対決 -豊後高田-」（1998年3月30日）
    - 第14話「僕のじい様黄門様 -宇土-」（1998年5月18日） - 代官配下
    - 第17話「献上硯腕競い -長府-」（1998年6月22日)） - 綾小路久麿の家臣
    - 第19話「孤が狙った温泉小町 -玉造-」（1998年6月22日） - 大山兵衛
    - 第22話「網干の祭りの鬼退治 -姫路-」（1998年7月13日） - 代官配下

  - 第27部
    - 第2話「格が慕った母の面影 -相馬-」　（1999年3月29日） - 松川屋
    - 第11話「嘘を承知でお銀の花嫁 -八戸-」（1999年5月31日） - 稲城の配下
    - 第18話「勘当された兄の真実 -鶴岡-」　（1999年7月19日） - 松浦
    - 第29話「不良娘が流した涙 -行田-」　　（1999年10月11日） - 庄助

  - 第28部
    - 第4話「風雲渦巻く駿府城！ -江尻・駿府-」（2000年4月3日） - 家臣
    - 第5話「母子涙の大井川 -島田-」（2000年4月10日） - 家老配下
    - 第6話「父子で描く名人芸 -掛川-」（2000年4月17日） - 仙崎大膳の配下
    - 第7話「あ!印籠がない -袋井-」（2000年4月24日） - 香川
    - 第10話「見てはいけない狐の嫁入り -吉田-」（2000年5月15日） - 町奉行配下
    - 第11話「恋を叶えた岡崎燈籠 -岡崎-」（2000年5月22日） - 番頭 → 奉行配下 (二役)
    - 第18話「大人もビックリ！天才少年 -枚方-」（2000年7月17日） - 大黒屋の用心棒
    - 第20話「浪花娘うな丼勝負 -大坂-」（2000年7月31日） - 紋蔵
    - 第22話「助っ人助さん仮祝言 -兵庫-」（2000年8月14日） - 酒屋の番頭
    - 第26話「暴君を斬る!男の剣 -矢掛-」（2000年9月11日） - 吉川越中守の家臣
    - 第34話「日の本一の謎の影武者 -博多-」（2000年11月20日） - 家臣

  - 第31部
    - 第4話「お娟にぞっこん!親父と息子 -掛川-」（2002年11月4日） - 若君の用人
    - 第12話「商売繁盛 笹もってこい -兵庫-」（2003年1月13日） - 侍従
    - 第15話「俺たち日本一の用心棒 -龍野-」（2003年2月3日） - 奉行配下
    - 第22話「陰謀渦巻く福岡城 -下関・博多-」（2003年3月24日） - 浪人

  - 第32部
    - 第5話「記憶を消した若き妻 -妻籠-」　（2003年8月25日） - 代官配下
    - 第6話「肝っ玉女将と意地比べ -高山-」(Ⅰ（2003年9月1日） - つむじ風の子分
    - 第9話「助さんの相棒は娘スリ -輪島-」（2003年10月13日） - 萩原軍兵衛
    - 第10話「女黄門様は初恋の人 -鶴岡-」　（2003年10月20日） - 河辺の配下
    - 第11話「紅花咲かせた豪傑女医 -山形-」（2003年10月27日） - 役人
    - 第12話「奉公先は子だくさん -仙台-」　　（2003年11月3日） - 奉行の配下
    - 第13話「赤ん坊背負った敵討ち -白石-」（2003年11月10日） - 槍組
    - 第15話「おいらの馬は日本一 -三春-」　（2003年11月24日） - 吉本
    - 第16話「開かずの鍵が解いた謎 -白河-」（2003年12月1日） - 勘定奉行の配下
    - 第17話「老公を叱った女漁師 -磐城-」　　（2003年12月8日） - 代官野川の配下

  - 水戸黄門 1000回記念スペシャル （2003年12月15日） - 島津綱貴の家臣
  - 第33部
    - 第1話「将軍を狙った男 -駿府-」　　　　（2004年4月12日） - 旗本の配下
    - 第2話「金貸し泣かせた黄門様 -御油-」（2004年4月19日） - 大木頼母の配下
    - 第3話「亭主オロオロ 女の決闘 -有松-」（2004年4月26日） - 旅人 → 島田の配下
    - 第4話「父のこころ 娘知らず-津-」　　　（2004年5月10日） - 奥野の配下
    - 第5話「美少女は天才将棋士 -亀山-」　（2004年5月17日） - 勘定奉行の配下
    - 第11話「おっかさんは村の太陽 -岩国-」（2004年6月28日） - 代官の家臣
    - 第12話「京娘が秘めた謎！ -萩-」　　　（2004年7月5日） - 旅人
    - 第14話「命を賭けたお調子者 -米子-」　　（2004年7月26日） - 津島監物の配下
    - 第15話「暗雲晴らした鳥取城 -鳥取-」　　（2004年8月2日）
    - 第16話「娘を守った幽霊騒動 -出石-」　（2004年8月9日） - 多賀の配下
    - 第20話「地獄酒場は金山の入口 -佐渡-」（2004年9月6日） - 奉行配下
    - 第22話「大体決! 八百夜町は日本晴れ -江戸-」（2004年9月20日）

  - 第34部
    - 第1話「旅のはじめのお見合い騒動 -水戸・江戸-」（2005年1月10日） - 家臣
    - 第4話「お世継ぎの陰謀を暴け -仙台-」（2005年1月31日） - 大沼の配下
    - 第7話「愛馬が教えた親孝行 -遠野-」　（2005年2月21日） - 博打場の客
    - 第10話「女占い師が悪を討つ！ -花輪-」（2005年3月14日） - 北村弥一郎

  - 第35部
    - 第1話「風雲急を告げる高松城 -水戸・江戸・高松-」（2006年7月24日） - 有馬新十郎
    - 第15話「波瀾万丈！お娟の休日 -飫肥-」（2007年1月30日）

  - 第36部
    - 第1話「加賀百万石への旅立ち -水戸・日光-」（2006年7月24日）
    - 第10話「夫婦の絆は河内節 -天橋立-」　　（2006年10月9日） - 磯貝監物の配下
    - 第15話「お娟が挑んだ女の決闘 -徳山-」（2006年11月13日）
    - 第18話「若君救った女将の秘密 -三木-」（2006年12月4日） - 筒井の家臣

  - 第37部
    - 第2話「赤城の山はカカア天下 -前橋-」（2007年4月16日） - 白沼の家臣
    - 第20話「男意気地の悪退治 -松島-」（2007年8月20日） - 丸林礼蔵

  - 第38部 第8話「炭より黒い悪党ども -彦根-」（2008年2月25日） - 捕り方
  - 第39部 第4話「天誅！紫頭巾参上 -近江八幡-」（2008年11月3日） - 嘉穂の父
  - 第40部 第2話「好色強欲の悪党ども！ -日光-」（2009年8月3日）
  - 第42部 第9話「悪事を見抜いた鑑定人 -敦賀-」（2010年12月6日） - 役人
  - 第43部
    - 第5話「女スリがさがした秘密 -三島-」（2011年8月1日）
    - 第21話「嗚呼、人生に涙あり -水戸-」（2011年12月12日） - 浪人
- 大岡越前
  - 第2部 第17話「天狗退治」（1971年9月6日） - 岩吉の手下　
  - 第4部
    - 第10話「大江戸無法地帯」（1974年12月9日）
    - 第13話「除夜の鐘」（1974年12月30日）
    - 第22話「人情雛裁き」（1975年3月3日）

  - 第5部（1978年） - 養生所助手
  - 第6部 第15話「大岡越前を殺せ!」（1982年6月14日）
  - 第7部 第14話「情けが仇の人助け」（1983年7月25日）
  - 第8部 第22話「江戸から消えた御奉行様」（1984年12月17日）
  - 第9部
    - 第4話「襲われた御用金」（1985年11月18日） - 浪人
    - 第14話「奉行に似ていた復讐鬼」（1986年1月27日） - 多治見屋用心棒
    - 第15話「姉恋し手鎖道中」（1986年2月3日）

  - 第10部
    - 第8話「医者は悪事の隠れみの」（1988年4月18日）
    - 第15話「凶族に奪われた十手」（1988年6月6日）

  - 第11部
    - 第1話「大岡越前」（1990年4月23日）
    - 第2話「吉宗暗殺の野望」（1990年4月30日） - 尾張藩士

  - 第12部
    - 第9話「万能薬が死を招く」（1991年12月9日） - 荷揚げ人足
    - 第16話「十手を持った無法者」（1992年2月3日） - 板前

  - 第13部 第22話「赤に怯える女」（1993年4月12日）
  - 第14部
    - 第8話「将軍狙った男の涙」（1996年8月5日） - 旗本
    - 第24話「友を裁いた名奉行」（1996年12月2日） - 松崎

  - 第15部
    - 第7話「賄賂に揺れた老同心」（1998年10月12日）
    - 第13話「母恋し！」（1998年12月7日）
    - 第14話「小さな出会い」（1998年12月14日） - 大工職人
    - 第24話「冤罪」（1999年） - おてるの父 役
    - 第26話「帰ってきた友情」(1999年3月15日)　- 南町奉行の配下
- 雪姫隠密道中記 第26話「悲願叶った日本晴れ!－江戸－」（1980年）
- 翔んでる!平賀源内 第14話「命で償う恩返し」（1989年）
- 新選組　池田屋の血闘（1992年10月2日）
- 京都埋蔵金伝説殺人事件　2億の秘宝をめぐる連続殺人!」（1996年4月15日）
- 女優X 伊澤蘭奢の生涯」（1996年12月27日）
- 上意討ち（2020年） - 田中惣兵衛 役
- 月曜ドラマスペシャル
  - 「一色京太郎事件ノート5 京都花街連続殺人事件」（1997年6月23日）
- 南町奉行事件帖 怒れ!求馬シリーズ
  - 南町奉行事件帖 怒れ!求馬
    - 第4話「密命帯びた男の剣」（1997年）
    - 第12話「消えた死体」（1997年）

  - 南町奉行事件帖 怒れ!求馬II
    - 第8第「変装大作戦」（1999年） - 島村敬之進 役
- 月曜ゴールデン
  - 「狩矢警部シリーズ」
    - 第4作（2008年） - 谷本金之助 役
    - 第8作（2010年） - 田中宗兵衛 役
    - 第9作（2010年） - 五十嵐辰巳刑事部長 役
    - 第12作（2012年）

  - 「京都殺人授業 第1作」（2013年） - 赤間雄一郎 役

#### フジテレビ
- 銭形平次 ※大川橋蔵版
  - 第20話「七年目の仇討」（1966年） - 信之助
  - 第39話「奪われた短筒」（1967年） - 小田切孝吉
  - 第72話「五十両うら表」（1967年） - 権八
  - 第131話「浅野屋の娘」（1968年） - 信三
  - 第151話「振袖が泣いている」（1969年） - 源次
  - 第176話「荒海の虹」（1969年） - 磯吉
  - 第177話「人斬り弥平太」（1969年） - 同志の一人
  - 第193話「いぬ」（1970年） - 猪之松
  - 第229話「負けるな母ちゃん」（1970年） - 源助
  - 第453話「過去の重さ」（1975年） - 新助
  - 第565話「親心、涙ひとすじ」（1977年） - 仙次郎
  - 第582話「夫婦坂」（1977年）
  - 第596話「夫婦屋台」（1977年）
  - 第654話「寄りそう影二つ」（1979年）
  - 第664話「去りゆく人々」（1979年）
  - 第672話「万七、恐怖の三日間」（1979年）
  - 第699話「遠い日の父」（1979年）
  - 第703話「想い出の紙風船」（1980年）
  - 第728話「瞳の中の瞳」（1980年）
  - 第749話「平次 忍術入門」（1981年）
  - 第768話「平次 潜入大作戦」（1982年）
  - 第770話「禁じられた恋人たち」（1982年） - 左官職人
  - 第789話「死罪を願う女」（1982年）
  - 第801話「命売ろう」（1982年）
  - 第823話「花嫁の幽霊」（1982年）
- お祭り銀次捕物帳　第5話「幽霊かたき討ち」（1972年6月3日）
- 新選組（1973年） ※鶴田浩二版
  - 第3話「沖田総司を狙う刺客たち」
  - 第4話「千本通りに消えた銃声」
  - 第7話「祇園小路の人質」
  - 第11話「士道に背く事を許さず」
  - 第14話「奈良尼寺の急襲」
- 柳生一族の陰謀 第18話「沈丁花は殺しの匂い」（1979年1月30日） - 山田吾平
- 徳川の女たち 第二部「悲恋　お袖吉宗」（第21話〜第40話） - 学生（昌平黌の学生）
- 影の軍団 シリーズ
  - 服部半蔵影の軍団 第20話「私は殺される!」（1980年）
  - 影の軍団II
    - 第13話「人妻は影におびえる！」（1981年）
    - 第17話「伊賀忍法 火の鳥」（1982年）
    - 第20話「女風呂異変・謎の手形」（1982年）- 虚無僧
- 大奥 （1983年）
  - 第27話「塵に咲く花」
  - 第47話「年上の佳人」
- 現代怪奇サスペンス「赤いハイヒール　制服のOLたちの復讐」（1986年9月29日）
- 男と女のミステリー「京都グルメ旅行殺人事件」（1989年9月15日）
- 十七人の忍者（1990年）※主演：千葉真一版
- 銭形平次 ※北大路欣也版
  - 第1シリーズ 第12話「土蔵の中」（1992年）
  - 第2シリーズ 第1話「黒衣の笛」（1992年）
  - 第3シリーズ 第7話「出刃を研ぐ女」（1993年） - 板前
  - 第4シリーズ（1994年）
    - 第1話「夜歩き観音」 - 宗次郎
    - 第5話「最後の賭け」

  - 第5シリーズ（1995年）
    - 第1話「消えた弁財天」
    - 第3話「深夜の告白」 - 佐渡屋
    - 第6話「遠眼鏡の中の女」

  - 第7シリーズ 第1話「赤い影」（1998年）
- 荒木又右衛門 伊賀の決闘（1997年、CX） - 桜井半兵衛
- 御家人斬九郎
  - 第3シリーズ 第1話「男二人」（1997年）
  - 第5シリーズ 第1話「迷惑な忠義者」（2001年） - 笠松屋
- 隠密奉行朝比奈
  - 第1シリーズ 第1話「桜島に消えた割符」（1998年）
  - 第1シリーズ 第5話「奥州棚倉、姫さまの財政改革」（1998年）
  - 第2シリーズ 第3話「備前岡山でもらった恋文」（1999年）
- 大奥（2003年） - 徳川綱吉
- 太閤記 サルと呼ばれた男（2003年） - 佐々成政
- 金曜エンタテイメント
  - 「花瀬ちなつの殺人スクープ」（2000年6月30日）
  - 「山村美紗サスペンス 月下美人殺人事件」（2000年12月22日） - 九条竜平
  - 「山村美紗サスペンス 小野小町殺人事件」（2001年11月9日）
  - 「山村美紗サスペンス 妖しの清少納言殺人事件」（2002年6月7日）
  - 「山村美紗サスペンス 流れ橋殺人事件」（2003年3月28日）
  - 「山村美紗サスペンス 都おどり殺人事件]（2003年11月28日）
- 夜桜お染（2003年） - 根津の丑松 役
- 徳川綱吉 イヌと呼ばれた男（2004年） - 秋元喬知 役
- 土曜プレミアム「島根の弁護士」（2007年7月14日）
- 金曜プレステージ
  - 「山村美紗13回忌特別企画　祇園芸妓VS京都女優・京都花嫁衣裳殺人事件」（2008年2月8日）
  - 「推理作家・池加代子 第1作」（2012年） - 船津監督
- 金曜プレミアム
  - 「浅見光彦シリーズ 第52作 神苦楽島」（2015年9月4日） - 平沢義直
  - 「大奥 第一部〜最凶の女〜」（2016年1月22日） - 徳川家治
  - 「鬼平犯科帳（中村吉右衛門･2代目）」 FINAL 前編（2016年） - 大沢屋嘉助
- 眠狂四郎　The Final（2018年2月17日） - 南町奉行・矢部駿河守 役
- DIVER-特殊潜入班- 第4話・最終話（2020年10月13日・20日） - 真下一郎
- 大奥  (2024年) -お匙 ・所作指導

#### テレビ朝日
- 新選組血風録 第16話「襲撃木屋町二條」（1965年10月24日）- 新入隊士 伊藤
- 遠山の金さん捕物帳 第67話「世にも気楽な男」（1971年10月17日）
- 世なおし奉行 第11話「空に消えた五千両」（1972年6月15日）
- 次郎長三国志（1974年）※鶴田浩二版
- 必殺必中仕事屋稼業 第16話「仕上げて勝負」（1975年） - そば屋の客
- 徳川三国志 第11話「仇討ち姉妹」（1976年1月7日）
- 遠山の金さん
  - 第1シリーズ 
    - 第54話「殺しを呼んだ千社札」（1976年10月14日）
    - 第62話「八万石の闇を撃て!!」（1976年12月9日） - 門番
    - 第68話「いかさま稼業」（1977年1月27日） - 町人
    - 第71話「女騒動!うわなり打ち」（1977年2月17日） - 北町の同心
    - 第76話「誘拐身代二千両」（1977年3月24日）
    - 第97話「鯨のようの飲む男」（1977年9月1日） - 北町の同心

  - 第2シリーズ 第25話「殺しに愛を賭けた女」（1979年8月30日） - 客一
- 五街道まっしぐら! 第8話「三国峠に鬼女が舞う」（1976年12月4日）
- 風鈴捕物帳
  - 第9話「父娘を結ぶ銀の駒」（1978年12月21日）
  - 第13話「雨中に消えた直訴状」（1979年2月8日）
- 土曜ワイド劇場
  - 「森村誠一の殺意の重奏」（1978年5月27日） - 山口刑事
  - 「死刑執行五分前息子は犯人じゃない！」（1981年3月21日）
  - 「京都離婚旅行殺人事件　嵐山－太秦映画村」（1987年5月9日）
  - 「山村美紗京都サスペンス　燃えた花嫁」（1999年1月23日）
  - 「京都〜札幌雪まつり連続殺人事件」（2002年3月20日）
  - 「京都祇園祭り殺人事件」（2004年8月14日） - 尾山和弘
  - 「山村美紗十三回忌追悼 京料理殺人事件」（2008年5月24日） - 神田克彦
  - 「狩矢父娘シリーズ」 
    - 第11作（2010年） - 滝本行夫
    - 第13作（2011年） - 酒井義夫
    - 第14作（2012年） - 園長

  - 「京都美食タクシー殺人レシピ」（2015年6月13日） - 神田秀昭
- 暴れん坊将軍シリーズ
  - 吉宗評判記 暴れん坊将軍
    - 第22話「天下を支える友情」（1978年6月17日） - 宿役人
    - 第26話「朝寝朝酒で出世した男」（1978年7月15日） - 若男
    - 第42話「燃える男と莫蓮女」（1978年） - 藤吉 役
    - 第59話「賭けた命が纏に燃える」（1979年） - 手代
    - 第79話「天下御免! おふくろの味」（1979年） - 人足
    - 第84話「おさいが翔んだ!」（1979年） - 手代
    - 第98話「狼の里から来た娘」（1980年） - 同心
    - 第100話「天下御免のにせ将軍」（1980年） - 町人
    - 第114話「正体見たぞ!隼小僧」（1980年） - 役人
    - 第118話「天下御免の盗ッ人修業」（1980年） - 平作
    - 第127話「狼の里に罠を張れ!」（1980年） - 刺客
    - 第131話「蜆汁から弾が出た!」（1980年） - 男
    - 第150話「花も恥じらう白浪渡世」（1981年） - 同心
    - 第167話「提灯侍一番勝負!」（1981年） - 若侍
    - 第173話「瀬戸のさざ波乙女波」（1981年） - 与作
    - 第189話「鬼を哭かせた母ごころ」（1981年）
    - 第196話「何故に悲しき相合傘」（1982年） - 綱木の配下
    - 第198話「あわれ、残んの花ちりぬ」（1982年） - 近侍
    - 第202話「ずっこけ勘八功名噺」（1982年） - 二階堂の配下
    - 第204話「夜の風花 別れ花」（1982年） - 奥平の配下
    - 第205話「春ふたたび! 夫婦箸」（1982年）

  - 暴れん坊将軍II
    - 第5話「狸に化けた弁天様」（1983年） - 八丁縄手の太兵衛の子分
    - 第9話「女泣かせの付けぼくろ」（1983年） - 江戸家老･塚原の配下
    - 第10話「泣くな吉宗 大江戸無情」（1983年） - 根岸道斉の配下
    - 第16話「鬼が棲む浮世風呂」（1983年） - 大工→立花屋の用心棒
    - 第17話「花嫁学校 討入り前夜!」（1983年） - 勘定奉行の家臣
    - 第18話「飛脚鳩 ちゃんを訪ねて乱れ舞い」（1983年） - 福本左太夫の配下
    - 第21話「裏切りを覗いた女」（1983年）
    - 第23話「美女三千! 呪われた大奥」（1983年） - 近江屋の用心棒
    - 第36話「危機一髪! 皆殺し砦」（1983年） - 弥吉
    - 第41話「嵐を呼んだ身代わり観音」（1983年） - 船頭
    - 第47話「天下御免のじゃじゃ馬馴らし」（1984年） - 国松
    - 第55話「お駒かなしや島帰り」（1984年） - 子分
    - 第57話「突っ張り娘の手毬唄」（1984年） - 老中･日高の家臣
    - 第70話「男は愛嬌 女はチカラで勝負する!」（1984年） - 上杉吉憲
    - 第85話「火花が飛んだ! 嫁・姑!」（1984年） - 四番 番頭
    - 第115話「借金取りを呑んだ女!」（1985年） - 鹿蔵の息子
    - 第126話「吉宗狙撃! 消えたお庭番」（1985年） - 南町同心
    - 第132話「弁天様の甘い誘惑!」（1985年）
    - 第144話「吉宗が愛した悪女」（1986年） - 舟木弥一郎
    - 第158話「庭番慕情、禁じられた恋の笛!」（1986年）
    - 第166話「夫婦飛脚の夢だより!」（1986年） - 赤木
    - 第176話「決戦前夜の仮祝言!」（1986年）
    - 第186話「友情! 決死の砂丘脱出」（1986年） - 磯貝斧二郎

  - 暴れん坊将軍III
    - 第1話「吉宗初暴れ! 少女涙の訴え状」（1988年）
    - 第9話「炎に消えた女囚!」（1988年） - 高原大助
    - 第11話「河原の黄金を盗んだ奴!」（1988年）
    - 第21話「さらわれたお葉」（1988年） - 井野
    - 第38話「さまよう鬼女の面」（1988年） - 役人
    - 第39話「帰ってきた風小僧」（1988年） - 旗本
    - 第81話「八百八町を狙う公家剣法!」（1989年） - 宰領の侍
    - 第91話「地獄を見たかオウムちゃん」（1989年） - 児玉蔵人
    - 第96話「地獄で仏のおやこ唄」（1990年） - 口入れ屋の番頭
    - 第100話「春遠き お捨屋敷の女」（1990年） - 与力
    - 第105話「惚れて深川、あゝ八千両」（1990年） - 浪人
    - 第106話「激闘! 大阪城、吉宗に挑む豊臣一族!」スペシャル（1990年）
    - 第111話「涙を捨てたおんな坂」（1990年） - 伊兵衛 役
    - 第117話「おんな武芸者の恋」（1990年） - 上妻藩藩士・田辺図書
    - 第126話「密命! 江戸城を砲撃せよ!!」（1990年） - 日吉小平太

  - 暴れん坊将軍IV
    - 第4話「裏切り者に涙あり!」（1991年） - 松前藩藩士・大久保
    - 第10話「天下御免のくいしん坊侍」（1991年） - 金次郎
    - 第49話「恋山彦 幻の花嫁!」（1992年） - 家臣
    - 第55話「炎上! 銃口に立つ大岡越前!」（1992年） - 卯吉

  - 暴れん坊将軍V
    - 第8話「母の願いは人斬り稼業!?」（1993年） - 勤番侍
    - 第15話「めおと春秋、涙に夢灯り」（1993年） - 町方の役人
    - 第23話（SP）「おんな盗賊の恋、吉宗にしかけられた天下の大陰謀」（1993年）

  - 暴れん坊将軍VI
    - 第4話「吉宗、まさかの新妻道中」（1994年） - 佐竹陣兵衛 役
    - 第13話「母と子の南部牛追い唄」（1995年） - 剣持
    - 第32話「男と女の夢舞台」（1995年） - 旗本（一）
    - 第35話「絶体絶命! 大岡越前」（1995年） - 出方（一）
    - 第42話「黄金地蔵が呉れた母ちゃん」(1995年)- 町人→勘定奉行の配下
    - 第43話「八丁堀情話 悪名の女!」（1995年）
    - 第44話「大江戸あばれ主従」（1995年） - 藩士（一）

  - 暴れん坊将軍VIII
    - 第4話「妖しく光る銀かんざし 出会い茶屋の女」（1997年） - 重役→勘定奉行配下
    - 第6話「犯された義母の仕掛けた罠」（1997年） - 江戸家老配下
    - 第10話「陰謀に巻きこまれた黄門様!?」（1997年） - 間部詮房の家臣
    - 第11話「覗かれた大奥 女たちの陰謀」（1997年） - 須藤大和の配下
    - 第12話「母親なき家庭 誤解された父親」（1997年） - 小野寺左内
    - 第17話「謎! 孤児を集める男」（1998年） - 団子屋
    - 第18話「口ずけが起こした波紋」（1998年） - 大江安芸守の家臣
    - 第19話「妖しき占いの謎 グータラ夫に説教された吉宗」（1998年） - 組頭の配下
    - 第21話「待たされた女の決心」（1998年） - 北町の役人

  - 暴れん坊将軍IX
    - 第2話「狙われた女の園 消えた五千両の謎」（1998年）
    - 第4話「哀れ!身売り娘を生む参勤交代（1998年）
    - 第13話「襲われた寝室!吉宗を狙うお姫様」（1999年） - 島津継豊
    - 第25話「牢獄炎上! 暗闇に咲く地獄花」（1999年） - 水田

  - 暴れん坊将軍X
    - 第2話「怪盗紅あざみ参上! 御金蔵破りを手伝った吉宗」（2000年） - 鬼薊の清吉
    - 第18話「罠に落ちた女の夢! あの頃の私に戻りたい」（2000年） - 大野主膳
    - 第22話「運命のいたずら! 父の仇に恋した女」（2000年）
    - 第24話「計られた上意討ち! 若侍の惚れた年上の女」（2000年） - 家老の家臣
    - 第25話「狙われた琉球! 美しき姫の舞に隠された涙」（2000年） - 伊集院監物の配下

  - 暴れん坊将軍 800回新春スペシャル（2001年1月11日） - 島塚肥前守
  - 暴れん坊将軍XI
    - 第3話「め組消滅の危機!」（2001年8月2日） - 勘定吟味役・立花内膳
    - 第7話「父恋し! 涙の子守唄」（2001年8月30日）

  - 暴れん坊将軍XII
    - 第2話「南紀白浜謀略! 吉宗の娘を生んだ女?!」（2002年7月15日） - 宮部大膳の家臣
    - 第10話「雨の目撃者! 牢獄に通う吉宗の母」（2002年9月9日）

  - 暴れん坊将軍 最終回スペシャル（2003年4月7日）
  - 暴れん坊将軍 春のスペシャル 「将軍生母襲撃! 一途な恋に生きる女」（2004年3月29日）
- 赤穂浪士 （1979年） - 間光風
- 柳生あばれ旅 第10話「地獄屋敷の天使－掛川－」（1980年12月16日）
- 源九郎旅日記 葵の暴れん坊
  - 第3話「港祭りの闇を斬れ!」（1982年5月22日）
  - 第16話「姫のお国の幽霊武者」（1982年8月21日）
  - 第38話「駆けろ!げんこつ街道」（1983年2月5日） - 使者（早馬に乗っている武士）
- 部長刑事 第1283回「113号事件」（1983年5月28日）
- 必殺シリーズ（ABC / 松竹）
  - 必殺仕事人V・激闘編 第32話「鍛冶屋の政、水中で闘う」（1986年7月18日） - 殺し屋
  - 必殺仕事人V・旋風編 第5話「主水、X'マスプレゼントする」（1986年11月19日） - 旗本・牧野守正
  - 必殺仕事人2009
    - 第7話「金が仇」（2009年） - 鳶頭の政五郎
    - 第20話「女の一分」（2009年） - 尾山田半兵衛
- 若大将天下ご免! 第1話「あっぱれ小天狗一本勝負!」（1987年3月14日）
- 国境を越えた男（1987年7月16日）
- 三匹が斬る!シリーズ
  - 三匹が斬る!
    - 第3話「仇打ちの、乙女も愛でよ秋花火」（1987年11月5日）
    - 第5話「空っ風、可愛い女の恨み文字」（1987年11月19日）
    - 第16話「二人妻、討つか討たぬか蒸発侍」（1988年2月11日）
    - 第20話「かごで行く、噂の名医は吸血鬼」（1988年3月24日）

  - 続続・三匹が斬る!
    - 第1話「帰ってきた三匹!九州路、取るは天下かはたまた夢か」（1990年1月4日）
    - 第2話「若君とチンと松茸、草の根わけ探し出せ」（1990年1月11日）
    - 第11話「女難金難、死体になって長崎非常線!」（1990年4月19日）
    - 第19話「さらば三匹、消えた七番目の隠密」（1990年6月28日）

  - また又・三匹が斬る!
    - 第1話「姫君の、御毒見役三匹参上!」（1991年4月11日）
    - 第14話「戸隠は、女郎の恨みか鬼女の花」（1991年8月22日）
- 名奉行 遠山の金さん
  - 第1シリーズ 第12話「若手同心の恋」（1988年）
  - 第2シリーズ 第14話「お目付け桜と姥ざくら」（1989年） - 小間物屋主人
  - 第4シリーズ
    - 第2話「金さんの隠し子!?」（1991年） - 治助
    - 第8話「素浪人 最後の勝負」（1992年） - 篠原数馬
    - 第17話「大金を猫ばばした母と娘」（1992年） - 伊三次

  - 第5シリーズ 第10話「牢獄に放火する女」（1993年） - 六助
  - 第6シリーズ
    - 第5話「疑惑!仕舞い湯の男」（1994年） - 用心棒
    - 第10話「老盗賊が捨てた娘」（1994年）
    - 第18話「幽霊に惚れた同心」（1994年）

  - 第7シリーズ
    - 第1話「徳川埋蔵金赤い毒グモの秘密」（1994年） - 黒岩孫九郎
    - 第7話「投げ縄殺人! 忍びをあやつる男」（1994年） - 大村市之進

  - 遠山の金さんVS女ねずみ
    - 第2話「鏡の中の殺人トリック」（1997年2月8日） - 結城一蔵
    - 第10話「花の舞台のお役者殺人鬼」（1997年4月26日） - 陣助

  - 金さんVS女ねずみ
    - 第8話「二代目極道の妻」（1998年6月6日）
    - 第16話「復讐! 絵ローソクの謎」（1998年8月15日） - 常州屋佐平
    - 第19話「観音様は見た! 慈善富のからくり」（1998年9月5日） - 清兵衛
- 秋の時代劇スペシャル「子連れ狼　冥府魔道の刺客人・母恋し大五郎絶唱!」（1989年10月5日）
- 将軍家光忍び旅
  - 第1シリーズ 第6話「偽将軍と踊り子の恋」（1990年）
  - 第1シリーズ 第13話「決闘!子の刻参上」（1990年）
  - 第2シリーズ 第6話「妻籠哀しや!おさと観音」（1992年）
  - 第2シリーズ 第12話「信濃路慕情、男の意地が燃えるとき!」（1993年）
  - 第2シリーズ 第18話「お家騒動、高崎だるまに誓う愛」（1993年）
- 源氏九郎颯爽記　秘剣揚羽蝶（1991年10月13日）
- 新春5時間時代劇スペシャル「独眼竜の野望　伊達政宗」（1993年1月3日）
- 新春大型時代劇3時間スペシャル
  - 「旗本退屈男 天下御免の巨悪斬り!大江戸に史上最大の危機迫る、花に嵐か?競艶三人の美女!」（1994年1月3日）
  - 「影武者・織田信長」（1996年1月3日）
- 殿さま風来坊隠れ旅（1994年）
  - 第1話（SP）「青年藩主失踪!! 次期将軍の座を捨て、混乱の市中へ! 田沼悪政に正義の鷹が翔ぶ!」
  - 第9話「世にも高貴な用心棒」
  - 第18話「女を捨てた!? 天才女医」
- はぐれ医者・お命預かります! 第6話「臨月の女」（1995年）
- 快刀!夢一座七変化 第13話「盲目の美少女! 涙の真実…」（1997年）
- 眠狂四郎スペシャル4「雪の夜に私を殺して！ 狂四郎を愛し続けた女」（1998年12月28日）
- 痛快!三匹のご隠居（1999年）
  - 第1話「美女と七人の盗賊　戦は頭でするものよ」
  - 第8話「据え膳食わぬは男の恥！ されど自信が…」
- 影武者徳川家康（1998年）
- 舞妓さんは名探偵! 第5話「女の斗い殺人事件」（1999年） - 足立
  - 第5シリーズ 第2話「祇園の姉妹骨肉の相続争い!!遺言の謎…」（2006年11月2日）
  - 第6シリーズ 第5話「井戸が動いた老舗湯葉店」（2008年12月4日）
  - 第7シリーズ 第8話「最後の時効捜査!!血液型トリック15年後の真実」（2010年6月10日）
- 子連れ狼 ※北大路欣也版
  - 第1シリーズ 第9話「一刀対烈堂！大五郎に捧げる父の愛!」（2002年12月9日）
  - 第2シリーズ 第10話「愛弟子との悲しき闘い! 牙志の男一刀…号泣す!」（2003年10月06日）
  - 第2シリーズ 第19話「大五郎涙の決意! 一刀対烈堂大爆破の死闘!」（2003年12月15日）
  - 第3シリーズ 第3話「いのち来い…走れ大五郎! 消えた一刀と未亡人の罠」（2004年07月19日）
  - 第3シリーズ 第8話「哀しき一騎討ち! 大五郎とほおづきの涙　2004年08月30日
- 京都迷宮案内（2001年） - 二条駅長
- 新・京都迷宮案内（2001年） - 生江徹
- 新・京都迷宮案内（2004年） - 高木信照
- 八丁堀の七人
  - 第3シリーズ 第8話「大名行列への討ち入り! 名誉を賭けた闘い!!」（2002年03月11日）
  - 第5シリーズ 第2話「奪われた父娘の絆! 十手を捨てた同心」（2004年01月12日）
  - 第5シリーズ 第10話「波乱の八丁堀! 嫁舅の危険な関係」（2004年03月08日）
  - 第6シリーズ 第4話「昔、捨てた女! だまされた筆頭同心」（2005年01月31日）
- 銭形平次 ※村上弘明版
  - 第1シリーズ 第5話「予告殺人! 生前葬に隠された罠」（2004年05月10日） - 露の家正吉
  - 第2シリーズ 第7話「追いつめられた平次　温情の十手」（2005年08月29日） - 矢神洋之介
- 科捜研の女
  - Season 5（2004年） - 蒔田茂
  - Season 10（2010年） - 久遠医師
  - Season 10（2010年） - 工藤仁
  - Season21（2021年） - 佐光真造
  - Season22（2022年） - 佐久間功夫
- おみやさん
  - （2005年） - 高林洋一郎
  - （2016年） - 新庄亘
- 名奉行! 大岡越前
  - 第1シリーズ 第3話「村井長庵一件」（2005年05月02日）
  - 第1シリーズ 第7話「昔の女・閻魔堂一件」（2005年05月30日） - 井筒屋清兵衛
- 新春サスペンス特別企画「黒いバッグの女　京都〜近江八幡〜佐渡逃避行の秘密!」（2006年1月5日）
- 太閤記〜天下を獲った男・秀吉（2006年） - 酒井忠次 役
- その男、副署長
  - 第1シリーズ 第2話「京都東山、赤い殺人傘の謎!? 熟年離婚の罠!」（2007年） - 蔵元光雄
  - 第2シリーズ 第2話「なぜ、人気漫画家は、殺された叔父の遺骨をタクシーの中に置き忘れたのか!?」（2008年） - 赤沢洋平
- 忠臣蔵 音無しの剣（2008年） - 梶川頼照
- 徳川家康と三人の女（2008年） - 鳥居元忠
- メイド刑事（2009年） - 三津田勲
- 断絶（2009年）
- 相棒 Season8（2010年） - 千利休（回想シーン）
- 853〜刑事・加茂伸之介（2010年）
- 樅の木は残った（2010年） - 畑与右衛門
- 警視庁取調官 落としの金七事件簿（2010年）
- 鬼龍院花子の生涯（2010年）
- 京都地検の女
  - 第4シリーズ 第2話「マナーの達人と思秋期」（2007年）
  - 第6シリーズ 第1話「母を殺しにきた天才画家!」（2010年）
  - （2011年） - 田中店長
  - （2013年） - 糸井実
- ホンボシ〜心理特捜事件簿〜（2011年） - 矢代有作
- 遺恨あり 明治十三年 最後の仇討（2011年2月26日） - 秋月邸の用人
- 松本清張没後20年特別企画 ドラマスペシャル 波の塔（2012年6月23日） - 西村専務
- 松本清張没後20年・ドラマスペシャル 十万分の一の偶然（2012年12月15日） - 編集長
- 信長のシェフ（2013年） - 下間頼廉
- 大江戸事件帖　美味でそうろう（2015年） - 半蔵親分
- 女たちの特捜最前線 第2話「結婚式で新郎の母が殺人!? 女3人が遺体発見で大混乱」（2016年7月28日） - 竹村輝夫
- 遺留捜査
  - （2017年） - 大島隆史
  - （2021年）
  - （2022年） - 権田社長
- 紀州藩主・徳川吉宗（2019年） - 永井虎之助
- 刑事ゼロ 第6話（2019年2月14日） - 学校法人城光学園理事長
- 無用庵隠居修行
  - 第3作（2019年） - 伊藤平十郎
  - 第6作（2022年） - 甚五郎
- IP〜サイバー捜査班（2021年）
- 霊験お初〜震える岩〜（2024年5月4日、テレビ朝日）[4]

#### テレビ東京
- あばれ八州御用旅
  - 第1シリーズ 第6話「唐丸破り!! 人情切り裂く三千両」（1990年）
  - 第2シリーズ 第1話「姫君採投指令! 対決! 白頭巾VS黒瓜根来衆」（1992年）
  - 第2シリーズ 第3話「五六八なみだ旅」（1992年）
  - 第2シリーズ 第16話「阿片地獄に散った華」（1992年）
  - 第2シリーズ 第24話「凄絶! 新兵衛死す」（1992年）
  - 第3シリーズ 第11話「野州路の女　涙あふれて思い川」（1993年）
  - 第3シリーズ 第12話「清水次郎長を叩っ斬れ!」（1993年）
  - 第4シリーズ 第1話「男 涙の大利根無情! 抜荷街道の謎を追え!」（1994年）
  - 第4シリーズ 第4話「濡れ衣 母子流転の旅」（1994年）
- 12時間超ワイドドラマ
  - 「風雲江戸城 怒涛の将軍徳川家光」（1987年1月2日） - 土屋市之助
  - 「宮本武蔵」（1990年1月2日）
  - 「家康が最も恐れた男 真田幸村」（1998年1月2日） - 藤堂高虎
  - 「大江戸捜査網2015〜隠密同心、悪を斬る!」（2015年1月2日）
- あばれ医者嵐山 第8話「おもかげ」（1995年11月27日）
- 逃亡者 おりん
  - 第1シリーズ（2006年）
  - 紅蓮の巻（2008年） - 堀田兵衛
  - 第2シリーズ（2012年）
    - 第1話 - 壱ノ刺客・擬宝珠
    - 第6話 - 百姓・嘉平
    - 第10話・最終話 - 目付・細川要
- 刺客請負人 第1シリーズ 第7話「密命〜刑部抹殺〜」（2007年9月7日）
- 新春ワイド時代劇
  - 「徳川風雲録 八代将軍吉宗」（2008年1月2日） - 滝田主計
  - 「忠臣蔵〜その義その愛」 第一章（2012年1月2日） - 村上庄左衛門
- 幻十郎必殺剣 第7話「皆殺しの銃弾」（2008年） - 寄せ場奉行・曲渕勘解由
- 密命 寒月霞斬り 第3話「剣士」（2008年） - 天野佑之進
- 主水之助七番勝負〜徳川風雲録外伝〜 - 伊藤一刀斎
- 柳生武芸帳（2010年） - 高田三之丞
- 火曜ドラマJ くノ一忍法帖 蛍火（2018年） - 堀田筑前守正俊
- ホリデイ〜江戸の休日〜（2023年1月6日） - 弓道指南

### 映画
- 御金蔵破り（1964年8月13日） - 大工、肥後守の用人
- 馬賊やくざ（1968年5月21日）- 百華楼のボーイ
- 懲役太郎 まむしの兄弟（1971年6月1日）- 人集り、滝花組々員
- 女番長ブルース 牝蜂の逆襲（1971年10月27日）- 秋本組々員
- 緋牡丹博徒 仁義通します（1972年1月11日）- 木戸組々員、安治川港人足
- まむしの兄弟 傷害恐喝十八犯 （1972年）
- 望郷子守唄（1972年） - 大木戸一家の賭場の客
- 仁義なき戦いシリーズ
  - 仁義なき戦い（1973年） - 海渡組組員
  - 仁義なき戦い 代理戦争（1973年） - 広能組組員
  - 仁義なき戦い 頂上作戦（1974年） - 武田組組員・記者
  - 新仁義なき戦い（1974年） - 青木組組員
  - その後の仁義なき戦い（1979年） - マネージャー
  - 新・仁義なき戦い。（2000年）
- ジーンズブルース 明日なき無頼派（1974年） - 機動隊隊員
- 唐獅子警察（1974年） - 上田組組員
- 実録飛車角 狼どもの仁義（1974年 - ゴンゾウ部屋の男
- ザ・ヤクザ（1974年・アメリカ／ワーナー・ブラザーズ） -ヤクザ
- 戦後猟奇犯罪史（1976年） - 警官
- 日本の仁義（1977年）
- 日本の首領 野望篇（1977年） - 中島組舎弟
- 仁義と抗争（1977年） - 土屋
- 沖縄10年戦争（1978年） - 水納
- 宇宙からのメッセージ　MESSAGE from SPACE（1978年） - ガバナス兵士
- 柳生一族の陰謀（1978年）
- 冬の華（1978年） - 警官
- 赤穂城断絶（1978年） - 早水藤左衛門
- 影の軍団 服部半蔵（1980年） - 高山源之進
- 徳川一族の崩壊（1980年） - 小森陽平
- 冒険者カミカゼ -ADVENTURER KAMIKAZE-（1981年、東映） - 郵便配達夫
- 道頓堀川（1982年、松竹）
- 鬼龍院花子の生涯（1982年） - 子分A
- 伊賀忍法帖（1982年） - 配下
- 蒲田行進曲（1982年） - 橘(原田大二郎)の取り巻きの無名役者
- 里見八犬伝（1983年） - 代官家来
- 序の舞（1984年） - 太鳳塾内弟子
- 北の螢（1984年） - 八木英造
- 櫂（1985年）
- 吉原炎上（1987年） - 客
- 華の乱（1988年） - 与謝野の弟子
- 極道の妻たちシリーズ　
  - 極道の妻たち 三代目姐（1989年）
  - 極道の妻たち 最後の戦い（1990年）
  - 極道の妻たち 決着（けじめ）（1998年）
  - 極道の妻たち 死んで貰います（1999年） - 舎弟
  - 極道の妻たち 赤い殺意（1999年）
  - 極道の妻たち リベンジ（2000年）
  - 極道の妻たち 地獄の道づれ（2001年）
- 流転の海（1990年）
- 忠臣蔵外伝 四谷怪談（1994年）
- 残侠 ZANKYO（1999年） - 警察幹部
- おもちゃ（1999年） - 松原署・刑事
- 千年の恋 ひかる源氏物語（2001年） - 海賊
- 男たちの大和/YAMATO（2005年） - 海軍上官
- 憑神（2007年） - 松平家家臣
- 座頭市 THE LAST（2010年5月29日） - 天道一家の子分・権
- 桜田門外ノ変（2010年）
- 人類資金（2013年） - 真舟の父
- 太秦ライムライト（2014年） - 東龍二郎
- 柘榴坂の仇討（2014年） - 彦根藩士・志村金吾(中井貴一)の父
- 繕い裁つ人（2015年） - 神戸に住む夫婦
- NINJA THE MONSTER（2015年） - 村長
- あのひと（2016年）
- 本能寺ホテル（2017年）
- SENIOR MAN(シニアマン)（2017年、若手映画作家育成プロジェクト） - 平沢常吉 ※主演
- 多十郎殉愛記（2019年）
- HOKUSAI（2021年）
- 仁義なき幕末 -龍馬死闘篇-（2023年）
- せかいのおきく（2023年） - 大家
- 身代わり忠臣蔵  (2024年)  - 梶川
- 侍タイムスリッパー（2024年） - 殺陣師 関本[5]
- 死神遣いの事件帖 終（2025年） - 与平[6]

### オリジナルビデオ
- 江戸むらさき特急（1995年） - 四十七士

### バラエティ・情報番組
- ダウンタウンDX 第1回（1993年10月21日、読売テレビ） - 任侠映画を模したミニドラマ部分において東映剣会の小峰隆司、司裕介、木下通博らと共に出演。
- 我ら、もの申す（2009年7月、時代劇専門チャンネル） - チャンネルオリジナル番組。
- 探偵!ナイトスクープ（2010年4月16日、朝日放送） - 依頼「悪役として斬られたい71歳・父の夢」に出演。
- ザ☆スター（2011年1月、NHK BS2）
- クローズアップ現代「時代劇 危機一髪 〜伝承の技は守れるか〜」（2012年1月11日、NHK総合） - 福本清三と共に殺陣を披露。
- ウチくる!?（2014年4月6日、フジテレビジョン）
- 時代劇ニュースオニワバン!『桃太郎侍』スペシャル（2014年6月、時代劇専門チャンネル） - チャンネルオリジナル番組。高橋英樹との殺陣・トークゲスト。
- 時代劇うた祭り!ザ☆ゴールド（2015年1月、時代劇専門チャンネル） - 里見浩太朗との殺陣シーン出演。
- 古舘トーキングヒストリー〜忠臣蔵、吉良邸討ち入り完全実況〜（2016年12月10日、テレビ朝日） - 赤穂義士・吉田忠左衛門
- コロッケぱらだいす・ごきげん歌謡笑劇団（NHK） - 里見浩太朗出演回舞台には必ず出演。
- 特別番組「松平健がやりたい5つのこと」（2018年1月、時代劇専門チャンネル） - チャンネルオリジナル番組。東京タワーで行われた「暴れん坊将軍40周年イベント」にて松平健との殺陣披露・トークゲスト。
- ダラケ! 〜お金を払ってでも見たいクイズ〜 2019年1月31日、BSスカパー!）〜時代劇役者ダラケ〜 ゲストパネラー
- 「見てちょんまげ！愛♡時代劇25時間SP！」(2023年7月1日、 時代劇専門チャンネル) 全6回のうち第4回のみ出演、殺陣披露。

### その他
- 年に一度、大衆演劇トップ・都若丸劇団座長・都若丸の誕生日特別公演にスペシャルゲストとして出演。
- 毎年12月14日、赤穂浪士討入の日には赤穂市イベントの剣友会ショーにて大石内蔵助を務める。